# Часы остановились в полночь
«Часы остановились в полночь» — советский художественный фильм на тему Великой Отечественной войны, созданный на киностудии «Беларусьфильм». Премьера фильма в советских кинотеатрах состоялась 27 февраля 1959 года.

## Сюжет
В основе сюжета фильма лежат подлинные события, происходившие в оккупированном германскими войсками Минске: в частности, операция партизан во главе с Еленой Мазаник по устранению генерального комиссара Генерального округа Белоруссия рейхскомиссариата Остланд Вильгельма Кубе.
По сюжету фильма отряду партизан под руководством Ганны Чёрной (Мария Осипова) и при участии неопытной разведчицы Марины Казанич предстоит уничтожить минского гауляйтера Вильгельма фон Кауница.

## В ролях
| Актёр                 | Роль                       |
| --------------------- | -------------------------- |
| Маргарита Гладунко    | Марина Казанич             |
| Евгения Козырева      | Ганна Ивановна Чёрная      |
| Павел Пекур           | Павел Верховодка           |
| Дмитрий Орлов         | Вильгельм фон Кауниц       |
| Зинаида Броварская    | фрау фон Кауниц            |
| Николай Свободин      | Афанасий Лаврентьевич Деев |
| Лидия Ржецкая         | Варвара Ивановна           |
| Стефания Станюта      | учительница                |
| Владимир Кудревич     | Яковенко                   |
| Юрий Боголюбов        | Николай Деев               |
| Здислав Стомма        | Никонов                    |
| Леонид Рахленко       | Готберг                    |
| Анатолий Адоскин      | Бушман                     |
| Евгений Карнаухов     | Ридель                     |
| Тамара Трушина        | немецкий врач              |
| Константин Веремейчик |                            |
| Александр Бурцев      |                            |
| Борис Магалиф         |                            |
| Алексей Барановский   |                            |
| Евгения Ковалёва      |                            |
| Н. Гейц               |                            |
| Константин Сенкевич   |                            |

## Награды
На Всесоюзном кинофестивале в Киеве в 1959 году фильм получил третий приз, а Маргарите Гладунко была присуждена первая премия.

## Интересные факты
- В 1974 году фильм был восстановлен на киностудии имени Максима Горького.
- В год выхода фильма в кинотеатрах страны его посмотрело более 35 миллионов зрителей.

## Критика
В газете «Советская культура» поблагодарили белорусских кинематографистов «за интересное, хотя и неровное произведение». Большой удачей фильма названы «образы двух главных героев, их характеры — правдивые, поданные крупно, интересно». По мнению рецензента, хотелось бы выкинуть из фильма «и малоудачное его название, и картонного злодея Ридделя, и пошловатую детективную сцену свидания его в саду с руководительницей партизанского подполья, и подтасованную историю знакомства Марины с женой гауляйтера».